# Mantelkantensyndrom
Das Mantelkantensyndrom ist eine Schädigung des Großhirnes im Bereich der Mantelkante im Gyrus praecentralis mit Parese und Sensibilitätsstörungen des Beines der Gegenseite, bei beidseitiger Schädigung Paraparese der Beine.

## Ursachen
Als Ursache kommen ein parasagittales Meningeom, Hirnmetastasen, eine Durchblutungsstörung aufgrund einer Ischämie oder eines Verschlusses der Arteria cerebri anterior oder einer Thrombose des Sinus sagittalis superior infrage.

## Klinische Erscheinungen
Klinische Hinweise sind:
- Fußheberschwäche
- spastische Lähmung des Beines auf der nicht betroffenen Seite, bei beidseitiger Schädigung einer Paraparese der Beine
- Sensibilitätsstörung
- Blasenentleerungsstörung

Ferner können  mitunter Stuhlinkontinenz, bei beidseitiger Schädigung auch eine akute Querschnittssymptomatik auftreten.